# Dendropanax querceti
Dendropanax querceti är en araliaväxtart som beskrevs av Donn.Sm. Dendropanax querceti ingår i släktet Dendropanax och familjen Araliaceae. Inga underarter finns listade.